# Roman Imperial Coinage
Roman Imperial Coinage, abreviado RIC ("Moneda imperial romana"), es un catálogo británico de la moneda imperial romana, desde la época de la batalla de Accio (31 a. C.) hasta la Antigüedad tardía en el año 491. Es el resultado de muchas décadas de trabajo, de 1923 a 1994, y sucesor del anterior catálogo de 8 volúmenes compilado por el numismático Henry Cohen en el siglo XIX.
Es la obra de referencia para la identificación numismática de las monedas acuñadas con autorización de los emperadores romanos.

## Producción editorial
La elaboración de un catálogo cronológico de las emisiones monetarias del Imperio romano fue iniciado en 1923 por Harold Mattingly, numismático del Museo Británico, asistido por Edward Allen Sydenham. Su catálogo difería de su predecesor, elaborado por Henry Cohen en 1886. Cohen había clasificado las monedas por emperador y, a continuación, alfabéticamente por la leyenda (texto) que figuraba en ellas, sin indicación alguna de las cecas. Mattingly desglosó más la clasificación cronológica de las piezas, ordenándolas por ceca y por serie de emisión.
A Mattingly y Sydenham se unieron C. H. V. Sutherland en la producción de los volúmenes IVb (1938) y IVc (1949), y Percy H. Webb para los volúmenes Va (1927) y Vb (1933). A partir de 1930, la dirección de cada uno de los últimos volúmenes recayó en un especialista de cada época. Tras la muerte de Mattingly en 1964, Sutherland y Robert A. G. Carson asumieron conjuntamente la dirección de la obra.
En 1984, Sutherland publicó una edición ampliada del primer volumen de 1923, menos detallada que las siguientes.

## Contenido
El Roman Imperial Coinage se compone de 13 volúmenes:
- Volumen 1: de Augusto a Vitelo (31 a. C.-69. Humphrey Sutherland. Londres, 1923 (revisado en 1984).
- Volumen 2: de Vespasiano a Adriano (69-138). Harold Mattingly y Edward Allen Sydenham. Londres, 1926.
- Volumen 3: de Antonino Pío a Cómodo (138-192). Mattingly y Sydenham. Londres, 1930.
- Volumen 4a: de Pertinax a Geta y Caracalla (193-217). Mattingly y Sydenham. Londres, 1936.
- Volumen 4b: de Macrino a Pupieno (217-238). Mattingly, Sydenham y Sutherland. Londres, 1930.
- Volumen 4c: de Gordiano III a Uranio Antonino (238-253). Mattingly, Sydenham y Sutherland. Londres, 1949.
- Volumen 5a: de Valeriano a Floriano (253-276). Percy H. Webb. Londres, 1927.
- Volumen 5b: de Probo a Maximiano (276-310). Webb. Londres, 1933.
- Volumen 6: de Diocleciano a Maximino Daya (294-313). Sutherland. Londres, 1967.
- Volumen 7: de Constantino a Licinio (313-337). Patrick Bruun, 1966.
- Volumen 8: Dinastía constantiniana (337-364). John Kent. Londres, 1981.
- Volumen 9: de Valentiniano I a Teodosio I (364-395).
- Volumen 10: división del Imperio (395-491). J. P. C. Kent. Londres, 1994.
  - Imperio Romano de Occidente: de Flavio Honorio a Rómulo Augústulo (395-476).
  - Imperio Romano de Oriente: de Flavio Arcadio a Zenón (395-491).

La obra ofrece una historia detallada de las monedas del reinado de cada emperador, con una clasificación de los tipos de emisión, y dentro de cada tipo un registro, a partir de su inscripción.
Para cada moneda enumerada, hay una descripción tanto del anverso como del reverso de la moneda ("cara y cruz"), y una notación en siglas en función de la rareza de los ejemplares conocidos:
- C: común
- R1: rara, sólo una veintena conocidas
- R2: entre cinco y quince conocidas
- R3: cuatro o cinco conocidas
- R4: dos o tres conocidas
- R5: sólo una conocida, única

En las páginas finales de cada volumen figura una tabla con las monedas que aparecen reproducidas.